# Королевство Германия
Королевство Германия (лат. Regnum Teutonicum, лат. Regnum Alamanie; Королевство германцев, лат. Regnum Teutonicorum, нем. Reich der Deutschen; Тевто́ния, лат. Teutonia) — историографический термин, используемый для обозначения средневековых государств (королевств) на территории современной Германии (ФРГ).
Данный термин применяется обычно к периоду 919—962 годов в истории Восточно-Франкского королевства либо к германским территориям в составе Священной Римской Империи (Германо-римской империи).

## Образование королевства

Раздел Каролингской империи по Верденскому договору
Королевство Лотаря I
Королевство Людовика II Немецкого
Королевство Карла II Лысого
(заштрихованная область: неопределённая принадлежность)

По Верденскому договору 843 года Франкская империя была разделена между тремя сыновьями императора Людовика I Благочестивого. Старший, император Лотарь I, получил так называемое Срединное королевство, Людовик II Немецкий — Восточно-Франкское королевство, а Карл II Лысый — Западно-Франкское королевство.
Потомки Людовика II Немецкого управляли Восточно-Франкским королевством до начала X века. За это время они расширили территорию своего государства за счёт Лотарингии. По Мерсенскому договору 870 года Людовик II Немецкий присоединил восточную часть Лотарингии, а в 880 году по Рибмонскому договору Людовик III Младший присоединил к своим владениям и западную часть Лотарингии.
Королевство Германия состояло из пяти крупных племенных герцогств — Саксонии, Баварии, Франконии, Швабии и Лотарингии, представляющих собой относительно однородные в племенном составе полунезависимые государственные образования. Во время правления малолетнего Людовика IV власть племенных герцогов значительно усилилась, в то время как механизмы королевской власти оказались ослабленными. Положение осложнялось непрерывными набегами венгров, полностью уничтожившими систему обороны юго-восточных границ королевства. Инициатива по отражению внешней угрозы и поддержанию государственной власти перешла к региональным правителям: герцогам Баварии, Саксонии и Франконии.

Каролингская империя после раздела королевства Лотаря II по Мерсенскому договору (870 год)

В 911 году, со смертью короля Людовика IV, угасла восточнофранкская ветвь Каролингов. Главным претендентом на трон, согласно древнегерманскому обычаю, был король Западно-Франкского королевства Карл III Простоватый, однако германская знать отказалась признать его права, решив избрать нового короля из своих герцогов. Первоначально корона была предложена самому могущественному из них — герцогу Саксонии Оттону I Светлейшему, однако 75-летний герцог отказался от престола. В итоге, в ноябре 911 года в Форхгайме новым королём был избран герцог Франконии Конрад. Его выбор был поддержан в Саксонии, Баварии и Швабии. Однако недолгое правление Конрада I привело к тому, что центральная власть практически перестала контролировать положение дел в герцогствах, а Лотарингия отделилась от Восточно-Франкского королевства и перешла под управление королей Западно-Франкского королевства.
Конрад I умер в 918 году, после чего в мае 919 года новым королём был избран герцог Саксонии Генрих I Птицелов.
Однако часть феодалов не признала Генриха, избрав королём герцога Баварии Арнульфа Злого. В летописной записи об этом факте впервые было упомянуто выражение «Королевство германцев» (лат. regnum teutonicorum): «Арнульф, герцог Баварский, был избран править в Королевстве германцев» (лат. Baiuarii sponte se reddiderunt Arnolfo duci et regnare ei fecerunt in regno teutonicorum), поэтому 919 год нередко считается моментом возникновения на месте Восточной Франкии нового государства — королевства Германия.
Территория, подвластная Арнульфу Злому, фактически сводилась к Баварии и окрестностям, а в 921 году Арнульф Злой вынужден был признать королём Генриха I Птицелова. Генрих I и его потомки не использовали название «королевство Германия». Например, уже в том же 921 году при подписании Боннского договора Генрих I именовался королём восточных франков (лат. rex Francorum orientalium).

## Германское королевство при Людольфингах
К 921 году Генриху I удалось добиться признания своего королевского статуса у герцогов Баварии и Швабии. В том же году Генрих заключил в Бонне договор с королём Западно-Франкского королевства Карлом Простоватым, причём Карл называл его «своим другом, восточным королём», а Генрих его — «Божьей милостью королём западных франков». Несмотря на такие любезности, Генрих воспользовался усобицами на Западе, чтобы присоединить Лотарингию к Германии: беспокойный и непоседливый герцог Гизельберт Лотарингский был усмирён и попал в плен к Генриху, который не только не лишил его герцогства, но даже выдал за него замуж свою дочь Гербергу в 928 году. Этим был сделан важный шаг: германские племена соединились в одно государство, которое составляло связное целое, несмотря на то, что носило характер федерации.
За время своего правления Генриху I удалось расширить территорию Германского королевства на восток за счёт завоевания земель, заселённых славянами. На месте захваченных территорий он основал несколько марок для защиты своих владений от славян. Также Генриху удалось защитить Германию и от набегов венгров и датчан.
Генрих I умер в 936 году. Ему наследовал старший сын от второго брака — Оттон I Великий.
В первые годы своего правления Оттону пришлось усмирять восстания германской знати. Во время его правления Германское королевство значительно укрепилось: были отражены набеги венгров (битва на реке Лех в 955 году), началась активная экспансия в сторону славянских земель Поэльбья и Мекленбурга. Завоевания сопровождалось энергичной миссионерской деятельностью в славянских странах, Венгрии и Дании. Церковь превратилась в главную опору королевской власти в Германии. Племенные герцогства, составлявшие основу территориальной структуры Восточно-Франкского королевства, при Оттоне I были подчинены центральной власти. К началу 960-х годов Оттон стал наиболее могущественным правителем среди всех государств-наследников империи Карла Великого и приобрёл репутацию защитника христианской церкви.
В 951 году Оттон I предпринял поход в Итальянское королевство, поводом к которому послужил захват маркграфом Беренгаром II Иврейским молодой вдовы короля Италии Лотаря II, Адельгейды. Беренгар не смог оказать сопротивление Оттону и даже не сумел уберечь свою пленницу, нашедшую возможность убежать из своего заточения. У Адельгейды в Италии были свои приверженцы и, к тому же, она обладала такими личными достоинствами, что вдовый Оттон предложил ей вступить с ним в брак. Их свадьба состоялась в том же году в Павии. С Беренгаром германский король справился без особых затруднений, тот явился к нему в Магдебург, чтобы изъявить свою покорность, и получил в лен от Оттона Королевство Италия.
Но в 961 году Оттон был вынужден предпринять второй поход в Италию, поскольку Беренгар был неспособен долго выносить положение вассала короля Германии. В Италию Оттона призывал римский папа Иоанн XII, притесняемый Беренгаром. Когда Оттон пришёл с войском в Италию, могущество Беренгара разлетелось в прах: собранное им войско разбежалось и Оттон беспрепятственно явился под стены Рима.
Принят Оттон был наилучшим образом: в воскресенье 2 февраля 962 года после торжественной встречи папа вручил ему императорскую корону в соборе святого Петра, а Оттон обещал возвратить прежние церковные владения пап. Эта дата считается датой образования Священной Римской империи. Хотя сам Оттон I, очевидно, не намеревался основывать новую империю и рассматривал себя исключительно как преемника Карла Великого, фактически, переход императорской короны к германским монархам означал окончательное обособление Германии от Западно-Франкского королевства (Франции) и формирование нового государственного образования на основе немецких и североитальянских территорий, выступавшего наследником Римской империи и претендовавшего на роль покровителя христианской церкви.

## Королевство Германия в составе Священной Римской империи

Священная Римская империя в конце X — начале XI века

Начав претендовать на Италию, Оттон I стал именовать себя уже не просто франкским королём, а, подобно Карлу Великому, «королём франкским и лангобардским» (Rex Francorum et Langobardorum). Став императором, Оттон I использовал титул «император римлян и франков» (лат. imperator augustus Romanorum et Francorum). Его преемники называли себя просто римскими императорами. Таким образом, Восточно-Франкское королевство перестало существовать. Тем не менее, многие историки называют термином «Королевство Германия» немецкую часть Священной Римской империи.
Соответственно, королей, которые уже были избраны немецкими феодалами, но ещё не стали императорами, часто называют королями Германии (Rex Teutonicus или же Rex Teutonicorum). Однако, официально Оттон II назывался «римским императором» с 982 года при живом отце, Генрих II был избран как «король франкский и лангобардский», а следующих королей до коронации папой обычно называли «римскими королями» (Rex Romanorum).
Второй раз, уже не в хронике, а в официальном документе словосочетание «Королевство Германия» (Regnum Teutonicorum) появилось в XI веке. Его использовала папская курия во время конфликта папы Григория VII с королём Генрихом IV. В XII веке название «Королевство Германия» стало нередко упоминаться в иностранных источниках, а начиная с Фридриха I Барбароссы — и в германских дипломатических документах.
Официальный титул «король в Германии» (лат. Rex Germaniae, нем. König in Germanien) впервые принял на себя в XVI веке император Максимилиан I, отказавшийся от походов в Италию с целью получения императорского достоинства — он не смог прибыть в Рим для коронации, и папа Юлий II разрешил ему пользоваться титулом «избранного императора».